# 3-я отдельная тяжёлая механизированная бригада
3-я отдельная тяжёлая механизированная Железная бригада (укр. 3-тя окрема важка механізована бригада) — созданное в 2016 году формирование Сухопутных войск Украины. Бригада находится в составе Корпуса резерва. Участвовала в Контрнаступление на востоке Украины (2022). В боях за Изюм, боях за Барвенково. Около 200 военнослужащих бригады отмечены государственными наградами, в частности, стали рыцарями орденов Богдана Хмельницкого и «За мужество», удостоены медалей. Ранее именовалась как 3-я отдельная танковая бригада (укр. 3-тя окрема танкова бригада).

## История
3-я отдельная танковая бригада формировалась как кадрированное соединение танковых войск Сухопутных войск ВС Украины. Униформа бригады MM-14. В 2018 году проводило совместные учения «Северная крепость» совместно с 1-й отдельной танковой бригадой в Черниговской области. По состоянию на июль 2018 года в бригаде по контракту были укомплектованы только органы управления и ключевые должности части. В начале августа 2018 года на Гончаровском военном полигоне были запланированы 45-дневные учебные сборы 3-й отдельной танковой бригады. В начале мая 2019 года Генеральный штаб Вооружённых Сил Украины принял решение о переводе 3-й отдельной танковой бригады из Корпуса резерва в боевой состав. В сентябре 2021 года состоялось ещё одно обучение бригады. Указом Президента Украины № 606/2022 от 24 августа 2022 года бригаде присвоено почетное наименование «железная».

## Состав

### 2019
- управление (штаб)
- 9-й отдельный танковый батальон (Гончаровское)
- 10-й отдельный танковый батальон (Белая Церковь)
- 11-й отдельный танковый батальон (Новоград-Волынский)
- механизированный батальон
- бригадная артиллерийская группа
- батарея управления и артиллерийской разведки
- самоходный артиллерийский дивизион
- самоходный артиллерийский дивизион
- реактивный артиллерийский дивизион
- зенитный ракетно-артиллерийский дивизион
- разведывательная рота
- полевой узел связи
- группа инженерного обеспечения
- группа материального обеспечения
- ремонтно-восстановительный батальон

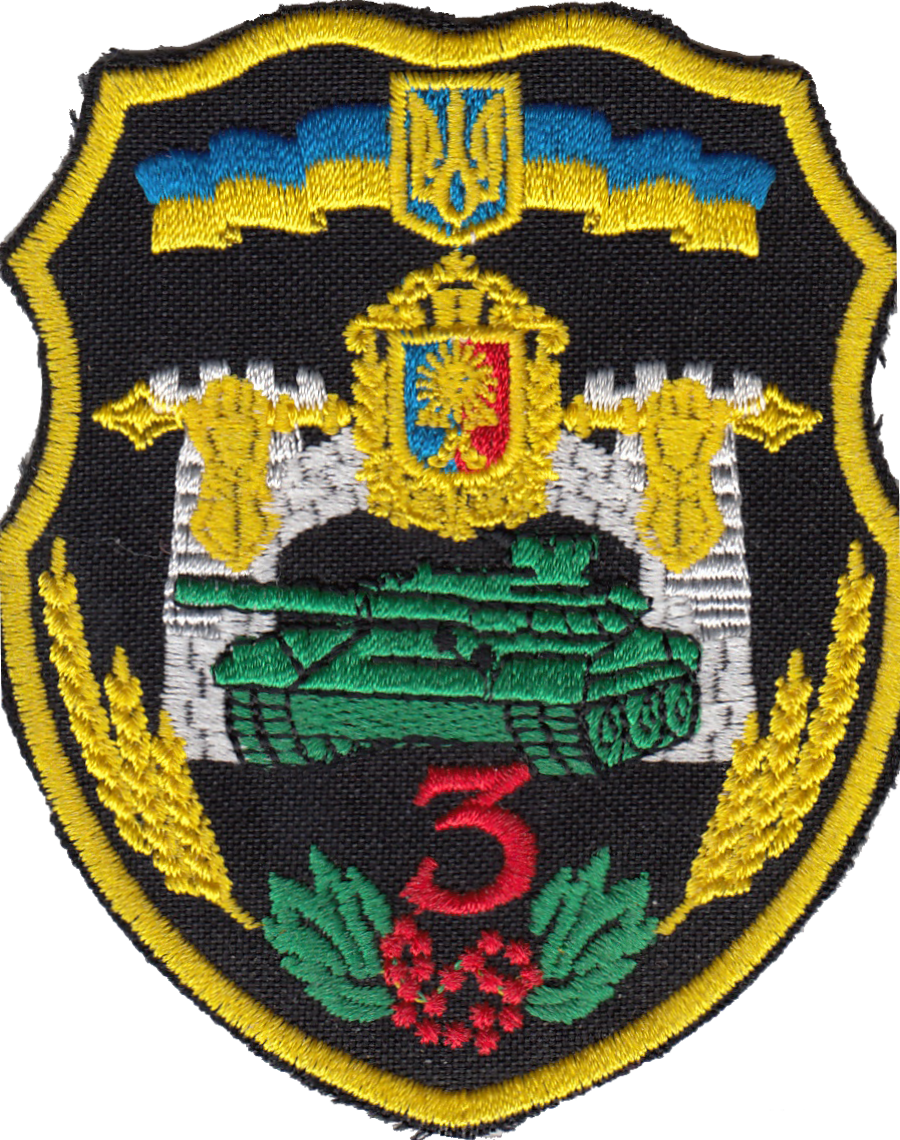
Бывший нарукавный знак различия 3-й танковой бригады

- медицинская рота
- рота РХБ защиты
- комендантский взвод
- взвод снайперов
- пожарный взвод

## Оборудование
- БМ «Оплот»
- T-72B
- T-72AV
- БМП-1
- 2С1
- 2С3[8]

## Известные люди
Пономаренко Сергей Иванович